# Hantoukoura
Hantoukoura est une commune rurale située dans le département de Foutouri de la province de la Komondjari dans la région de l'Est au Burkina Faso.

## Géographie
Commune isolée de la région, se trouvant à environ une quinzaine de kilomètres de la frontière nigérienne, Hantoukoura est situé à environ 13 km au Nord-Est de Foutouri, le chef-lieu du département. 

## Histoire
Dans le contexte de la Guerre du Sahel et de sa composante djihadiste au Burkina Faso, l'église évangélique protestante d'Hantoukoura est attaquée lors de la messe dominicale le 1er décembre 2019 par des groupes armés terroristes, non identifiés, faisant quatorze morts, dont le pasteur Tchientchiéba Ouoba ainsi que cinq enfants et adolescents,,,. Les meurtres sont condamnés par le président Roch Marc Christian Kaboré qui dénonce une « attaque barbare ».

## Santé et éducation
Le centre de soins le plus proche de Hantoukoura est le centre de santé et de promotion sociale (CSPS) de Tankoualou.